# キリンビールマーケティング
キリンビールマーケティング株式会社は、かつて存在した麒麟麦酒株式会社商品の販売を担う目的で2012年に設立された企業。キリンホールディングスからみると孫会社にあたっていた。

## 概要
キリングループは、2007年に持株会社制へ移行してから、順次グループ内における事業再編を進めてきた。この会社もその過程で生まれたものである。
一時キリングループとの経営統合を模索していたサントリーグループは、2009年に持株会社制へ移行した際、ワインを除く酒類で「製販分離」を実施し、商品の開発と製造は「サントリー酒類」が、販売やマーケティングは「サントリービア&スピリッツ」が、それぞれ担う仕組みに変わった。キリングループでもこれと同じ仕組みに移行し、「麒麟麦酒」については“発売元”としての地位を維持しながら商品の開発と製造に専念させ、実際の販売面を新会社に担わせることとした。
その際、「麒麟麦酒」から営業関係の部門を全て切り離し、マーチャンダイジング業務を担っていた別のグループ会社「キリンマーチャンダイジング株式会社」と統合させる形を取った。このため、当面はキリンホールディングスではなく、麒麟麦酒を直接の親会社とする。
基本的にこの会社の顧客は酒販店（規模・業態は問わない）や飲食店であり、一般消費者ではないが、営業施策によって間接的に消費者とつながることで、麒麟麦酒商品の売り上げ増加を目指す。
2017年1月1日に麒麟麦酒株式会社に合併し解散した。

## 本社
- 所在地：東京都中野区中野4-10-2　中野セントラルパークサウス

このほか麒麟麦酒から、営業関係の事業拠点を全て引き継いでいる。商品の開発・製造に関係する事業拠点は引き続き麒麟麦酒に残された。
設立時点では麒麟麦酒子会社となっているため、ソフトドリンク会社のキリンビバレッジは「製販一体」を維持している。